# 2015-ös Red Bull Air Race Világkupa
A Red Bull Air Race Világkupa 2015-ben tizedik alkalommal rendezték meg.

## Versenyzők és repülőgépek

### Master osztály
| Rajtszám | Pilóta            | Repülőgép        | Versenyek |
| -------- | ----------------- | ---------------- | --------- |
| 22       | Hannes Arch       | Zivko Edge 540   | Összes    |
| 91       | Besenyei Péter    | Corvus Racer 540 | 1–3       |
| 91       | Besenyei Péter    | Zivko Edge 540   | 4–8       |
| 55       | Paul Bonhomme     | Zivko Edge 540   | Összes    |
| 10       | Kirby Chambliss   | Zivko Edge 540   | Összes    |
| 21       | Matthias Dolderer | Zivko Edge 540   | Összes    |
| 99       | Michael Goulian   | Zivko Edge 540   | Összes    |
| 95       | Matt Hall         | MX Aircraft MXS  | Összes    |
| 27       | Nicolas Ivanoff   | Zivko Edge 540   | Összes    |
| 9        | Nigel Lamb        | MX Aircraft MXS  | Összes    |
| 12       | François Le Vot   | Zivko Edge 540   | Összes    |
| 84       | Pete McLeod       | Zivko Edge 540   | Összes    |
| 31       | Muroja Josihide   | Zivko Edge 540   | Összes    |
| 8        | Martin Šonka      | Zivko Edge 540   | Összes    |
| 26       | Juan Velarde      | Zivko Edge 540   | Összes    |

### Challenger osztály
- Az összes pilóta az Extra E-330LX típusú repülőgéppel versenyzett.[3]

| Rajtszám | Pilóta          | Versenyek   |
| -------- | --------------- | ----------- |
| 77       | Francis Barros  | 1–3, 5–7    |
| 62       | Florian Bergér  | 1–2, 4–8    |
| 5        | Cristian Bolton | 1–5, 7–8    |
| 11       | Mikaël Brageot  | 1, 3–4, 6–8 |
| 18       | Petr Kopfstein  | 1–2, 4–8    |
| 37       | Peter Podlunšek | 2–8         |
| 17       | Daniel Ryfa     | 1–6, 8      |

## Versenynaptár és eredmények
| Verseny | Helyszín | Ország                              | Dátum             | Selejtező győztese | Győztes pilóta | Győztes repülőgép | Győztes Challenger |
| ------- | -------- | ----------------------------------- | ----------------- | ------------------ | -------------- | ----------------- | ------------------ |
| 1       | UAE      | Abu-Dzabi                           | Február 13–14.    | Paul Bonhomme      | Paul Bonhomme  | Zivko Edge 540    | Cristian Bolton    |
| 2       | JPN      | Makuhari, Csiba                     | Május 16–17.      | Nicolas Ivanoff    | Paul Bonhomme  | Zivko Edge 540    | Petr Kopfstein     |
| 3       | CRO      | Rovinj                              | Május 30–31.      | Paul Bonhomme      | Hannes Arch    | Zivko Edge 540    | Daniel Ryfa        |
| 4       | HUN      | Budapest                            | Július 4–5.       | Matt Hall          | Hannes Arch    | Zivko Edge 540    | Daniel Ryfa        |
| 5       | GBR      | Ascot Racecourse, Ascot             | Augusztus 15–16.  | Paul Bonhomme      | Paul Bonhomme  | Zivko Edge 540    | Petr Kopfstein     |
| 6       | AUT      | Red Bull Ring, Spielberg            | Szeptember 5–6.   | törölve            | Matt Hall      | MX Aircraft MXS   | Mikaël Brageot     |
| 7       | USA      | Texas Motor Speedway, Fort Worth    | Szeptember 26–27. | Matthias Dolderer  | Paul Bonhomme  | Zivko Edge 540    | Mikaël Brageot     |
| 8       | USA      | Las Vegas Motor Speedway, Las Vegas | Október 17–18.    | Muroja Josihide    | Matt Hall      | MX Aircraft MXS   | Mikaël Brageot     |

## Világbajnokság állása

### Master osztály
Pontozási rendszer
| Helyezés | 1. | 2. | 3. | 4. | 5. | 6. | 7. | 8. | 9–14. |
| Pont     | 12 | 9  | 7  | 5  | 4  | 3  | 2  | 1  | 0     |

| Helyezés | Pilóta            | UAE | CHI | ROV | BUD | ASC | SPE | FTW | LVG | Pont |
| -------- | ----------------- | --- | --- | --- | --- | --- | --- | --- | --- | ---- |
| 1        | Paul Bonhomme     | 1   | 1   | 8   | 2   | 1   | 2   | 1   | 2   | 76   |
| 2        | Matt Hall         | 2   | 2   | 3   | 5   | 2   | 1   | 2   | 1   | 71   |
| 3        | Hannes Arch       | 4   | 11  | 1   | 1   | 8   | 13  | 10  | 5   | 34   |
| 4        | Martin Šonka      | 10  | 10  | 2   | 3   | 7   | 4   | 4   | 8   | 29   |
| 5        | Matthias Dolderer | 9   | 3   | 6   | 7   | 10  | 6   | 5   | 3   | 26   |
| 6        | Muroja Josihide   | 6   | 8   | 10  | 9   | 3   | 10  | 3   | 4   | 23   |
| 7        | Nigel Lamb        | 5   | 5   | 5   | 8   | 5   | 12  | 6   | 10  | 20   |
| 8        | Pete McLeod       | 3   | 12  | 7   | 4   | 13  | 5   | 8   | 11  | 19   |
| 9        | Nicolas Ivanoff   | 8   | 4   | 9   | 14  | 4   | 9   | 7   | 7   | 15   |
| 10       | Michael Goulian   | 12  | 6   | 4   | 11  | 9   | 7   | 9   | 6   | 13   |
| 11       | Kirby Chambliss   | DNS | 7   | 11  | 10  | 12  | 3   | 11  | 12  | 9    |
| 12       | Besenyei Péter    | 7   | 13  | 12  | 6   | 6   | 8   | 12  | 13  | 9    |
| 13       | Juan Velarde      | 13  | 9   | 13  | 13  | 11  | 11  | 13  | 9   | 0    |
| 14       | François Le Vot   | 11  | 14  | 14  | 12  | 14  | DSQ | 14  | 14  | 0    |

Bold – Leggyorsabb selejtező pilóta
- DSQ, EX – Kizárva
- DNS – Nem indult

### Challenger osztály
Pontozási rendszer
| Helyezés | 1. | 2. | 3. | 4. | 5. | 6. |
| Pont     | 10 | 8  | 6  | 4  | 2  | 0  |

| Helyezés | Pilóta          | UAE | CHI | ROV | BUD | ASC | SPE | FTW | LVG | Pont |
| -------- | --------------- | --- | --- | --- | --- | --- | --- | --- | --- | ---- |
| 1        | Mikaël Brageot  | 3   |     | 2   | 2   |     | 1   | 1   | 14  | 28   |
| 2        | Daniel Ryfa     | 5   | 2   | 1   | 1   | 3   | 3   |     | 14  | 28   |
| 3        | Petr Kopfstein  | 2   | 1   |     | 4   | 1   | 2   | 6   | 12  | 28   |
| 4        | Cristian Bolton | 1   | 3   | 3   | 5   | 2   |     | 4   | 12  | 24   |
| 5        | Peter Podlunšek |     | 6   | 4   | 3   | 4   | 4   | 2   | 8   | 18   |
| 6        | Florian Bergér  | 4   | 4   |     | 6   | 5   | 5   | 3   | 4   | 14   |
| 7        | Francis Barros  | DSQ | 5   | 5   |     | 6   | 6   | 5   |     | 6    |

- DSQ, EX – Kizárva
- DNS – Nem indult

#### Döntő
| Helyezés | Pilóta          | Idő      |
| -------- | --------------- | -------- |
| 1        | Mikaël Brageot  | 1:00.521 |
| 2        | Peter Podlunšek | 1:00.556 |
| 3        | Cristian Bolton | 1:00.920 |
| 4        | Petr Kopfstein  | 1:02.117 |
| 5        | Florian Bergér  | 1:02.255 |
| 6        | Daniel Ryfa     | 1:02.459 |